# 卡拉索省
卡拉索省 （西班牙語：Departamento de Carazo）是尼加拉瓜的一個省，位於該國西部的太平洋岸。面積1,050平方公里，2005年人口177,100人。首府希諾特佩。
下分6市。
1. ↑  Citypopulation.de Population of departments in Nicaragua